# تدافع الحجاج 2006
أدى تدافع الحجاج 2006 في 12 يناير 2006 ميلادي الموافق 12 ذو الحجة 1426 هجري أثناء موسم الحج في مكة، إلى وفاة 363 حاجًا، وذلك عند تدافع الحجاج على جسر الجمرات حوالي الساعة 1 ظهراً في 12 يناير 2006 في ثاني أيام التشريق في اليوم الخامس والأخير من موسم الحج، وكان قد بلغ عدد الحجاج في ذلك الموسم مليونين ومائتي ألف حاج.
نتج الحادث عن تعثر الحجاج بأمتعتهم.

## خلفية
الحج هو رحلة سنوية في مكة يقوم بها مسلمون لمرة واحدة في حياتهم على الأقل، وهو يتألف من سلسلة من المشاعر بما في ذلك رمي الجمرات  التي يرميها الحاج بملابس الإحرام في يوم النحر.

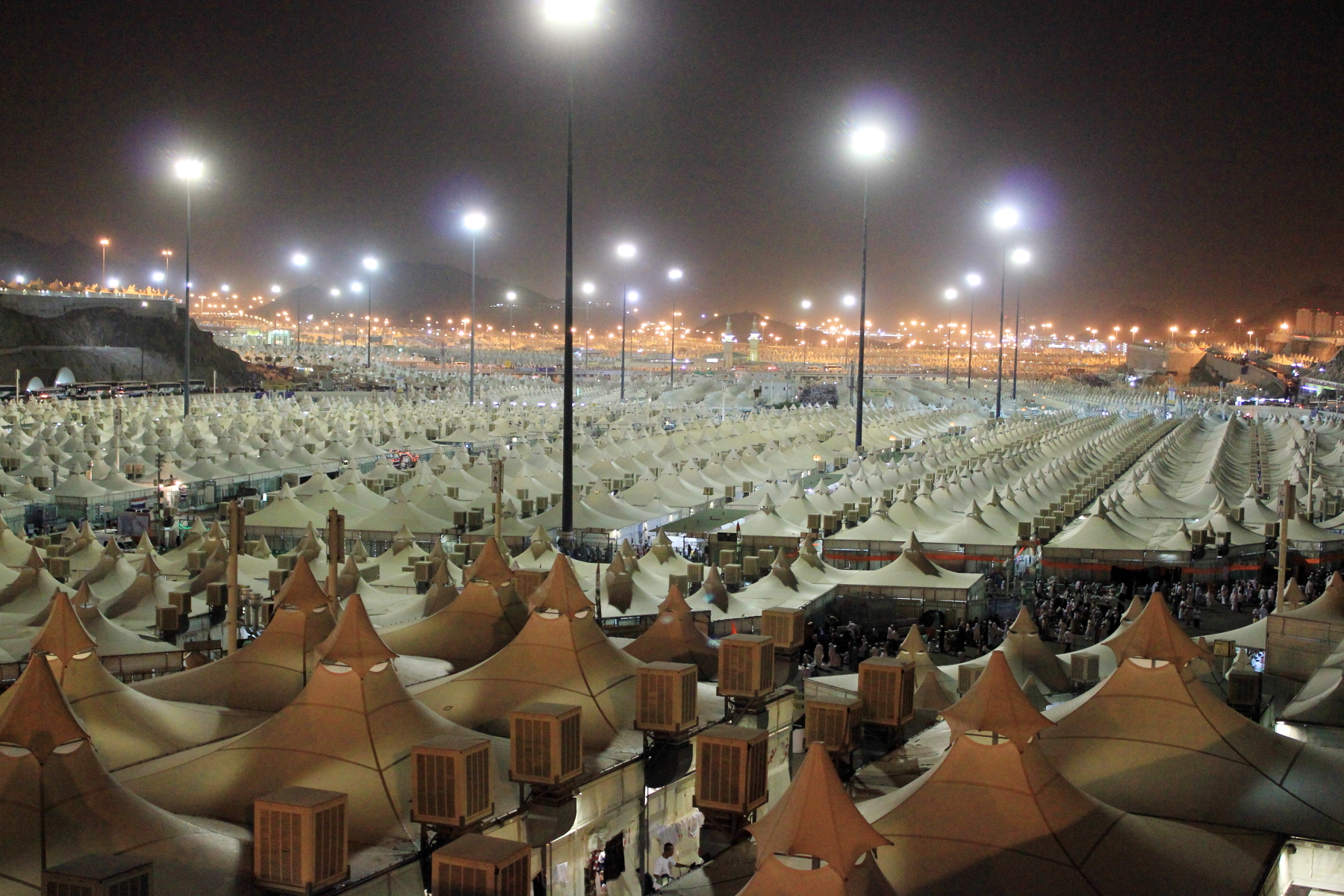
مواقع منا 2011.

## الحوادث والخسائر
تدافع الآلاف من الحجاج لإنهاء مشاعر رمي الجمرات قبل غروب الشمس وتعثر البعض بالحقائب والأمتعة وتسبب ذلك في تدافع أسفر عن وفاة مايقارب 363 شخص  وجرح مئات آخرين.

### الجنسين وجنسيات الضحايا
بلغ عدد الوفيات 363 وفاة تم التعرف على 203 منهم خلال اليومين الأولين، وكان بين الوفيات 118 من الذكور و 85 من الإناث.
وشملت الخسائر عدة بلدان من من الصين والمغرب وأثيوبيا وبنغلادش والجزائر والسعودية والأردن واليمن والعراق وإيران وسوريا وتركيا والسودان وجزر المالديف ومصر والهند وعمان وباكستان وتشاد وبلجيكا والنيجير وفلسطين وألمانيا.

## ردود الفعل والإجراءات الفورية من قبل الحكومة السعودية
تم استخدام سبعين سيارة إسعاف لنقل المصابين إلى سبعة مستشفيات في منى وعرفات 

## التعلم من المأساة

### بنية تحتية
استثمرت الحكومة السعودية في تحسين تدفق الحشود  عند جسر الجمرات من خلال توسيعه إلى ثمانية حارات 
تم إقرار خطط للجسر وإعادة بنائه كهيكل من أربعة طوابق مع تكييف للهواء في عام 2005  وبدأ العمل في هذه الخطة بعد موسم الحج مباشرة، وتم الانتهاء منه قبل موسم الحج لعام 2009 

### الحج بدون تصريح حكومي
كانت هناك دعوات متكررة لتقييد الأرقام المسموح بها لحج الحج عبر عدم السماح لمن لم يحمل تصريح حكومي للحج من حجاج الداخل 
ويقدرمجموع عدد الحجاج من الداخل ب 700 ألف حاج في عام 2006 

### تعليم الحجاج
استمرت الدعوات من أجل تخطيط أفضل للكوارث بعد فترة طويلة من حادثة 2006، مع حملات توعية للحجاج بخصوص أوقات رمي الجمرات المختلفة،  بالإضافة إلى التدرب على التدابير الوقائية الأساسية للأمراض المعدية وتفشي الأمراض،  وكيفية الحفاظ على سلامتك في الحشود الكبيرة.

### تكرار الحوادث
بالرغم من اكتمال بناء جسر الجمرات بأربعة طوابق، تكررت الحادثة في حادثة منى 2015 بعدد وفيات ضعف اعداد وفيات 2006